# Bandera de la Colonia del Cabo

Bandera de la Colonia del Cabo

La bandera de la Colonia del Cabo se aprobó inicialmente el 12 de mayo de 1875, y fue reemplazada por el Pabellón Rojo de Sudáfrica el 31 de mayo de 1910. Es un Pabellón Azul con el escudo de armas de la Colonia del Cabo superpuesto en un círculo blanco.
- Datos: Q2916453